# Neolissochilus baoshanensis
Neolissochilus baoshanensis är en fiskart som först beskrevs av Chen och Yang, 1999.  Neolissochilus baoshanensis ingår i släktet Neolissochilus och familjen karpfiskar. IUCN kategoriserar arten globalt som otillräckligt studerad. Inga underarter finns listade i Catalogue of Life.